# Християнський блок
«Христия́нський блок» — політичний альянс, створений для участі у дострокових парламентських виборах 2007 року.
Зареєстрований 17 серпня 2007 р. 
До складу блоку ввійшли:
- Соціально-християнська партія,
- Всеукраїнська політична партія Екологія і Соціальний захист

Перша п'ятірка мала такий вигляд:
1. Балюк Сергій Васильович
2. Ружицький Антон Матвійович
3. Виборна Зоя Анатоліївна
4. Кашуба Анатолій Миколайович
5. Горбачов Володимир Петрович

Блок не потрапив до Парламенту, набравши близько 0,1 % голосів.